# ویلیام هیندمن
ویلیام هیندمن (به انگلیسی: William Hindman) سناتور سابق عضو حزب فدرالیست (آمریکا) بود. وی در سال ۱۸۰۰ تا ۱۸۰۱ میلادی سناتور ایالت مریلند در سنای ایالات متحده آمریکا بود.